# Komáromy György (jogász, 1817–1872)
Komáromy György (Ottomány, 1817. február 11. – Salzburg, 1872. április 29.) magyar jogász, követ a magyar országgyűlésben 1843-ban, fegyveresen harcolt az 1848-49-es szabadságharcban, az emigrációban a poroszországi magyar légió egyik vezetője volt.

## Életútja
Középbirtokos református családból származott, apja Komáromy György, anyja vajai Vay Anna. A fiú Komáromy György jogot végzett, 1843-ban országgyűlési követ volt a pozsonyi országgyűlésben. Az 1848–49-es forradalom és szabadságharc kezdetén gazdálkodással foglalkozott, de hamarosan bekapcsolódott a márciusi eseményekbe. 1848 június 13-án már hadnagyi beosztásban teljesített szolgálatot a Debrecenben alakuló 10. honvédzászlóaljnál. 1848. októberétől főhadnagyi beosztásban vett részt a délvidéki harcokban. 1848. november végén áthelyezték az éppen szerveződő 16. Károlyi huszárezredbe. 1849. január közepétől alszázados, március közepétől főszázados és századparancsnok ezrede Erdélybe vezényelt osztályánál.
A világosi fegyverletétel után alkalmatlannak találták arra, hogy kényszer sorozzák a császári seregbe. Most már nem fegyverrel, hanem a szervezkedés eszközeivel harcolt Magyarország függetlenségéért, elfogják a császáriak 1855-ben, s Bécsben kétévi várfogságra ítélték, a büntetést Josepfstadtban töltötte le. Szabadulása után birtokán gazdálkodott, majd Párizsba emigrált. Szoros kapcsolatokat ápolt a nyugati emigránsokkal, Kossuth Lajossal, Klapka Györggyel, Csáky Tivadar gróffal. Komáromy, Klapka, Csáky leginkább reálpolitikusok voltak, hamar felismerték, ha nem kedvezett Magyarország függetlenségi törekvéseinek a magyar belpolitikai - és a nemzetközi helyzet. Kossuth elszántabb volt, ekkor már kevésbé reálpolitikus, így eltávolodtak egymástól. Mindezzel együtt számos Nyugat-Európába emigrált 1848/49-es szabadságharcos ébren tartotta a magyar függetlenségi eszmét egészen az 1867-es kiegyezésig, ezek közé tartozott Komáromy György is.
Az emigránsok által létrehozott itáliai, majd poroszországi magyar légió nem hozott eredményeket a magyar függetlenségi törekvések szempontjából, a kiegyezés közeledtével 1866. október 7-én Bismarck feloszlatta a Klapka-légiót, Klapka már korábban lemondott a légió vezetéséről. Komáromy György becsületesen politizált a magyarság érdekében, nem rajta múlt, hogy eredményeket nem tudott felmutatni. Komáromy, Csáky tervei megrekedtek a kedvezőtlen nemzetközi helyzet, a túl korán bekövetkezett villafrancai fegyverszünet  miatt. Mégis erős erkölcsi lejárató hadjárat indult Csáky és Komáromy ellen, sajnos ez főleg Kossuthtól indult, s még csak fokozódott, amikor 1881-ben megjelentek Kossuth Lajos emigrációs iratai. A már majd 10 éve halott Komáromy György becsületét fia ifj. Komáromy György igyekezett védelmébe venni, 1881. február 1-én levelet írt Kossuthhoz id. Komáromyt kompromittáló írásai miatt. A politikai ármánykodás lángjai tovább égtek a 19-20. század fordulója táján is, amikor Kossuth Lajos halála után kiadták azokat az iratokat, amelyeket Kossuth 1866-ban a emigráció belső vitáinak hevében írt. Ugyanakkor a magyar emigráció befolyásos személyiségei számosan, köztük Klapka György, Éber Nándor, Türr István, Puky Miklós, szolidaritást vállaltak Komáromyval, Csákyval.
1867-ben Komáromy is élt az amnesztiával, hazatelepült, korai halálát baleset okozta.